# Luis Alberto Luna Tobar
Dom Frei Luis Alberto Luna Tobar OCD, (15 de dezembro de 1923 – 7 de fevereiro de 2017) foi prelado equatoriano da Igreja Católica Romana.
Nasceu em Quito, Equador, e foi ordenado sacerdote em 23 de junho de 1946, pela Ordem dos Carmelitas Descalços. Foi nomeado bispo auxiliar da Arquidiocese de Quito e também bispo titular de Mulli em 17 de agosto de 1977, e foi ordenado bispo em 18 de setembro de 1977 pelo cardeal Dom Pablo Muñoz Vega.
Nomeado arcebispo de Cuenca em 7 de maio de 1981 e serviu até sua aposentadoria em 15 de fevereiro de 2000.
Faleceu em 7 de fevereiro de 2017.